# Refuge du Col de la Vanoise
Le refuge du Col de la Vanoise est un refuge situé en France, dans le département de la Savoie, en région Auvergne-Rhône-Alpes. Il a été construit pendant les étés 2012 et 2013. Le bâtiment en pierre construit au début du XXe siècle s'appelle refuge Félix Faure.
Ce refuge de la Fédération française des clubs alpins et de montagne (FFCAM) est équipé du gaz, du chauffage, de couvertures et du nécessaire de cuisine.

## Histoire
Construit en 1902 à quelques mètres du col de la Vanoise, c'est le plus ancien refuge du massif de la Vanoise. Il est aussi le plus fréquenté. Deux bâtiments furent ajoutés dans les années 1970, pour répondre à la fréquentation croissante du site. Ces deux bâtiments ont été construits par l'architecte Guy Rey-Millet de l'Atelier d'architecture en montagne en collaboration avec Jean Prouve qui a conçu la structure métallique tridimensionnelle de la couverture ainsi que le système des panneaux de façade. Ces deux bâtiments ont été démontés durant l'été 2017.
Un bâtiment est construit à l'été 2013 pour remplacer celui construit dans les années 1970. Le bâtiment historique a été récemment rénové sous la direction de Philippe Caire, architecte DPLG.
Le refuge est tout d'abord dénommé « refuge Félix Faure », en l'honneur de l'ancien président de la République française qui franchit le col en 1897 à l'occasion de manœuvres militaires, puis rebaptisé en « refuge de la Vanoise ».

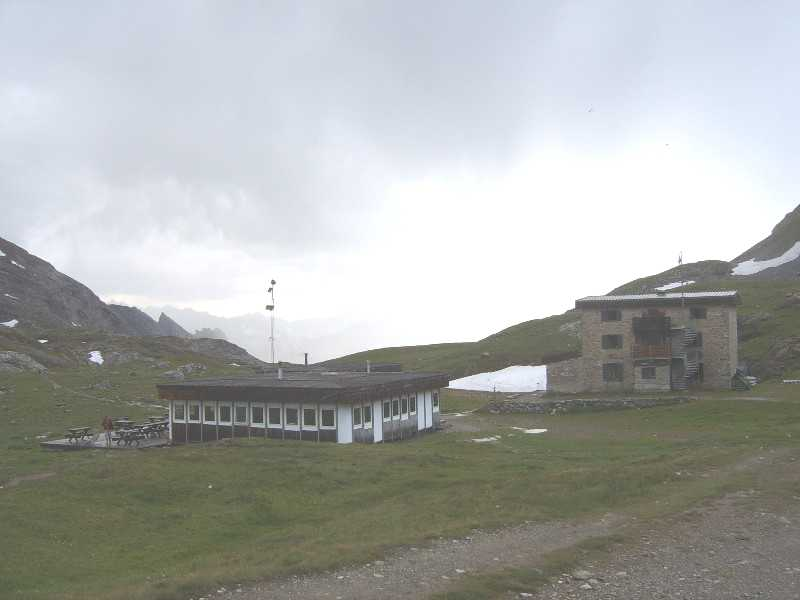
Le refuge du CAF du Col de la Vanoise en juillet 2006. Le refuge des années 1970 se trouve à gauche.
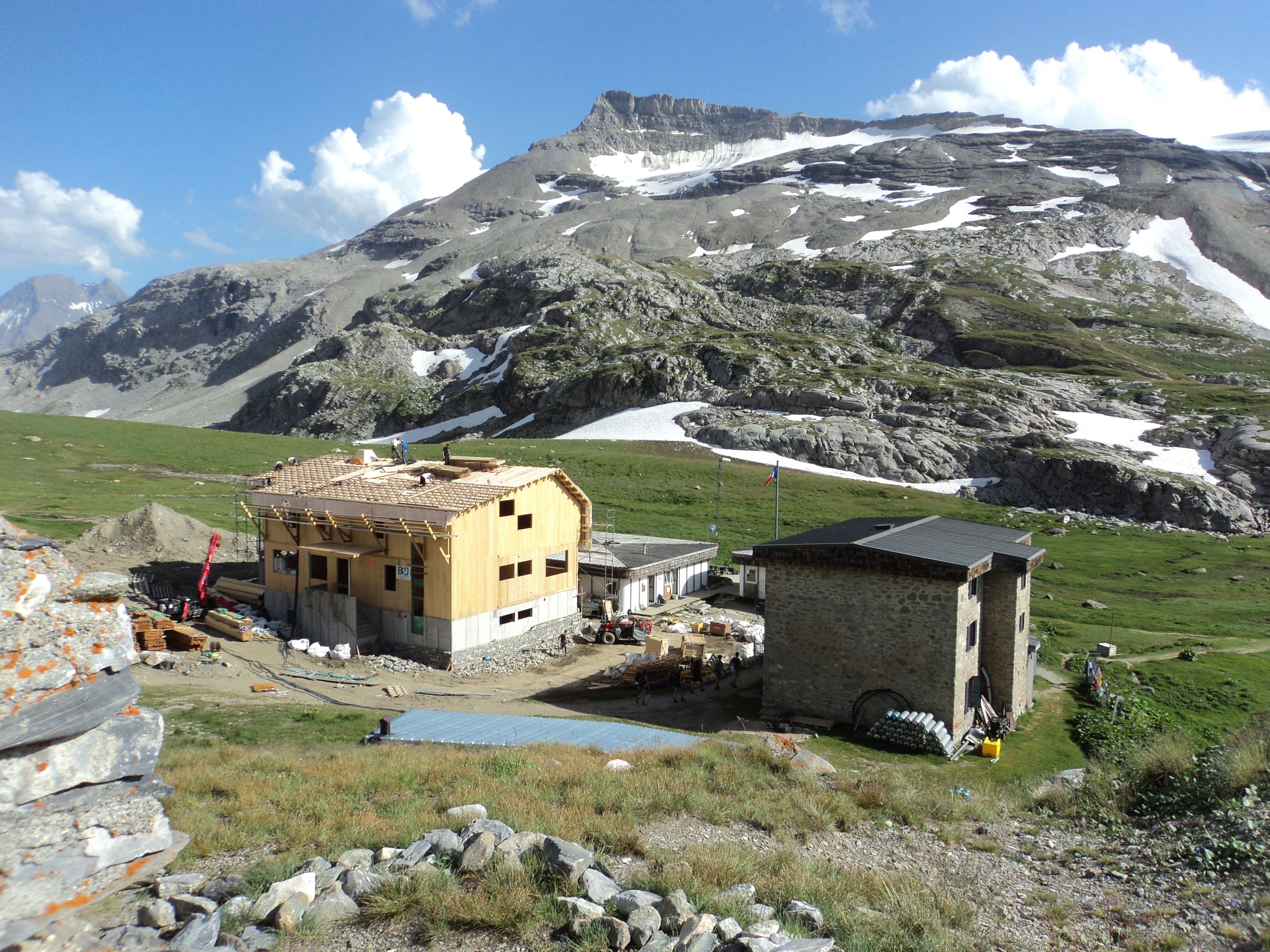
Le refuge du col de la Vanoise en août 2013, lors de la construction d'un troisième bâtiment, avec la pointe de la Rechasse en arrière-plan.
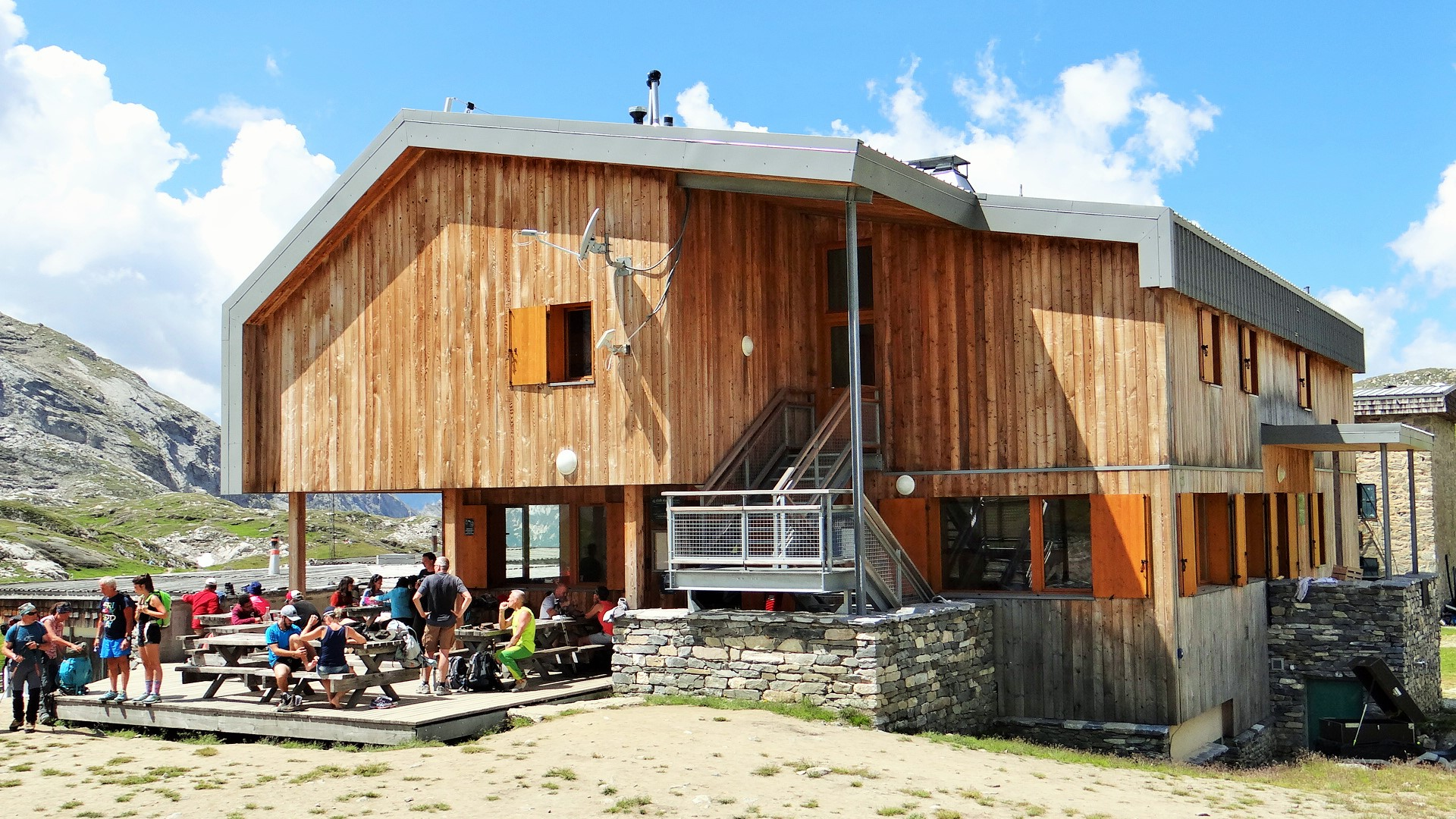
Refuge du Col de la Vanoise en 2017.

## Alpinisme

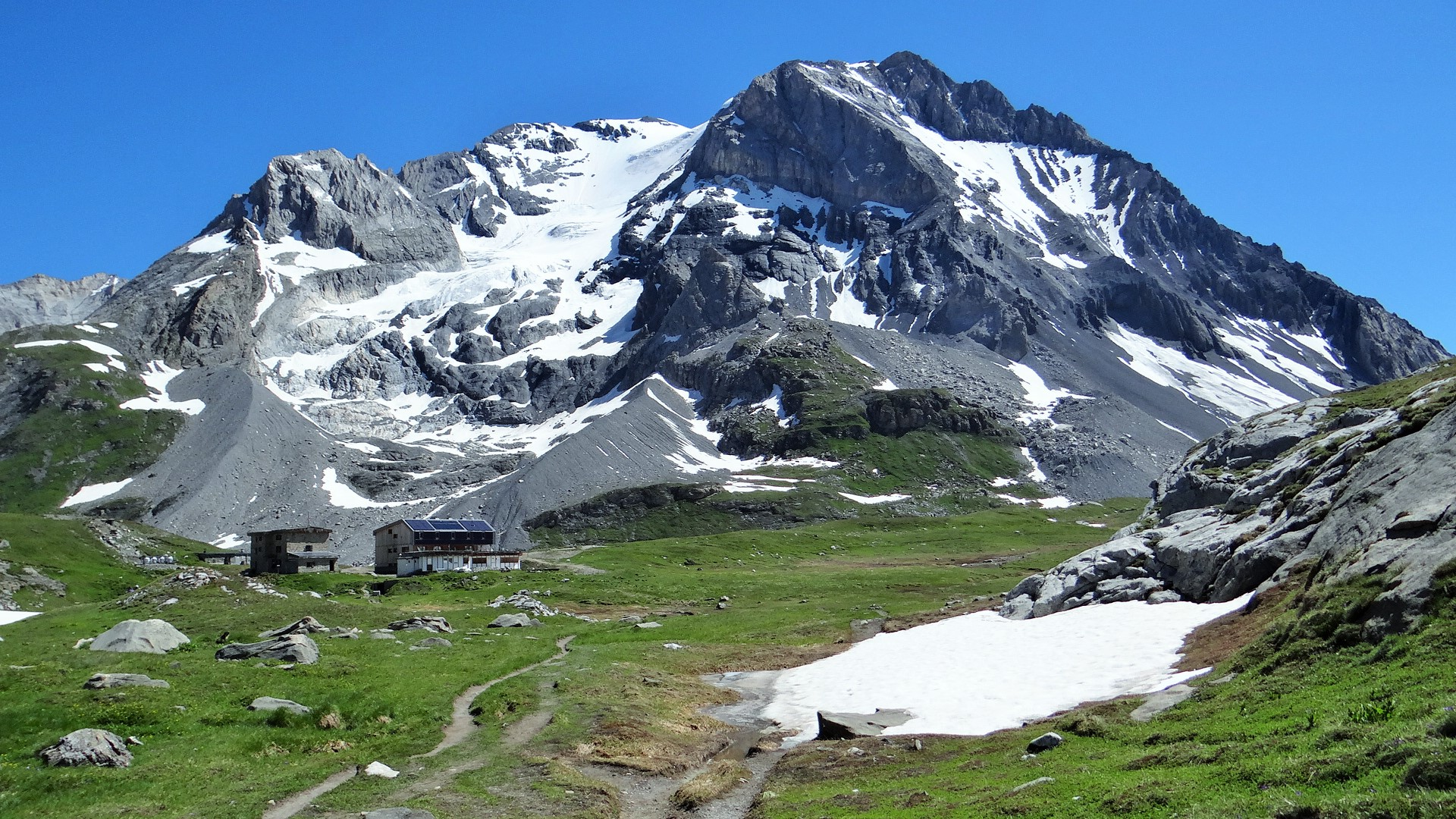
Refuge du Col de la Vanoise en 2016 et Grande Casse en arrière-plan.

Le refuge est le point de départ de plusieurs courses, telles que : 
- la Grande Casse par la voie normale, la petite face nord ou par le couloir des Italiens ;
- la pointe de la Réchasse ;
- la pointe du Dard ;
- le dôme de Chasseforêt ainsi que la traversée des dômes de la Vanoise ;
- la grande Glière ;
- l'aiguille de la Vanoise ;
- l'aiguille de l'Épéna ;
- le mont Pelve ;
- le col de la Grande Casse.